# كارل أغسطس هيبر
كارل أغسطس هيبر (بالإنجليزية: Carl Augustus Heber)‏ هو نحات أمريكي، ولد في 15 أبريل 1874 في شتوتغارت في ألمانيا، وتوفي في 1956.